# Comté d'Owen (Kentucky)
Pour l’article homonyme, voir Comté d'Owen (Indiana).
Le comté d'Owen est un comté de l'État du Kentucky, aux États-Unis. Son siège est la ville d'Owenton.

## Histoire
Fondé en 1819, il a été nommé d'après Abraham Owen.